# Martha Márquez Alvarado
Martha Cecilia Márquez Alvarado (Aguascalientes, 29 de julio de 1984) es una contadora pública y política mexicana, miembro del Movimiento Regeneración Nacional. Se desempeñó como diputada local plurinominal al Congreso de Aguascalientes de 2013 a 2016. Desde el 1 de septiembre de 2018 es senadora del Congreso de la Unión en la LXIV Legislatura en representación del Estado de Aguascalientes.

## Biografía
Martha Cecilia Márquez Alvarado nació el 29 de julio de 1984 en la ciudad de Aguascalientes, México. Estudió en la primaria «Rosa Trillo López», en la Secundaria Técnica No. 1 y el bachillerato en el CBTIS 39. Estudió la licenciatura en contaduría en la Universidad Autónoma de Aguascalientes. Debido a la militancia de sus padres en el Partido Acción Nacional ella empezó a involucrarse con esta organización desde la infancia, llegando a ser coordinadora estatal de su agrupación juvenil y ocupando posteriormente varios cargos administrativos dentro del partido.

## Trayectoria política
Fue auditora de la secretaría de finanzas del municipio de Aguascalientes en 2006 y auditora en el Órgano Superior de Fiscalización del Estado de Aguascalientes de 2008 a 2011.

### Diputada local plurinominal (2013-2016)
De 2013 a 2016 fue diputada plurinominal del Congreso del Estado de Aguascalientes en la LXII legislatura. Fue coordinadora de la bancada del Partido Acción Nacional en el congreso y presidenta de la comisión de recreación y deporte.
Dentro de la gubernatura de Martín Orozco Sandoval ejerció como secretaria de bienestar y desarrollo social del estado del 1 de diciembre de 2016 al 9 de noviembre de 2017 y como secretaria de fiscalización y rendición de cuentas del 10 de noviembre de 2017 al 1 de enero de 2018. Durante 2018 fue titular de la Contraloría del Estado de Aguascalientes.

### Senadora por Aguascalientes (2018-2024)
En las elecciones federales de 2018 fue postulada por el Partido Acción Nacional como senadora por el estado de Aguascalientes. Tras los comicios ocupó el cargo como senadora de primera fórmula en la LXIV Legislatura del Congreso de la Unión desde el 1 de septiembre de 2018.  Dentro del congreso ocupa la posición de secretaria de la comisión de salud.
El 12 de noviembre de 2021 hizo pública su renuncia a la militancia en el Partido Acción Nacional así como a su grupo parlamentario en el Senado, manifestando que es debido a su desacuerdo con la dirigencia nacional del partido encabezada por Marko Cortés Mendoza.
El 18 de enero de 2022 anunció su incorporación a la bancada del Partido del Trabajo para ser postulada por ese partido como candidata a gobernadora en las elecciones estatales de ese año.

### Candidata a gobernadora de Aguascalientes (2022)
En las elecciones estatales de Aguascalientes de 2022 fue postulada como candidata a gobernadora por la coalición «Trabajando Verde por Aguascalientes», integrada por el Partido del Trabajo y el Partido Verde Ecologista de México. El 31 de mayo, el último día de las campañas, declinó su candidatura en favor de la candidata del partido Movimiento Regeneración Nacional, Nora Ruvalcaba Gámez. En las elecciones del 6 de junio recibió el 1.5% de los votos emitidos.

### Candidata a la alcaldía de Aguascalientes (2024)
En 2024, fue postulada por el Movimiento Regeneración Nacional para ser la candidata a presidenta municipal de Aguascalientes; Márquez Alvarado obtuvo el segundo lugar con el 25.94% del sufragio electoral para las elecciones que se celebraron el 2 de junio, detrás de Leo Montañez Castro del Partido Acción Nacional, que resultó reelecto con el 59.33% del voto.

## Polémicas
Martha Márquez Alvarado ha sido cuestionada por ocupar cinco cargos públicos distintos en el lapso de dos años: diputada del Congreso de Aguascalientes, secretaría de bienestar y desarrollo social, secretaría de fiscalización y rendición de cuentas, contralora del estado de Aguascalientes y senadora de la República—, dejando inconcluso su período en varios de ellos para poder postularse a otro.
Su candidatura a la gubernatura de Aguascalientes fue criticada por militantes del Partido Acción Nacional por haber abandonado a la formación política e iniciar su militancia en el Partido del Trabajo sin informar a sus colaboradores. Igualmente su declinación en favor de Nora Ruvalcaba fue cuestionada por haber tomado la decisión sin consultar a los partidos que la habían postulado.
En junio de 2023, Ociel Baena, Magistrade del Tribunal Electoral del Estado de Aguascalientes, denunció a Martha Márquez por emitir un discurso de discriminación, al tratar de impedir que Baena acudiera a escuelas de Aguascalientes para dar pláticas sobre los derechos de la comunidad LGBTIQ+. Tras el asesinato de Ociel Baena y su pareja, el 13 de noviembre de 2023, la legisladora Salma Luévano Luna, recordó el episodio y la señaló por ejercer violencia y promover discurso de odio.